# Automeris iguaquensis
Automeris iguaquensis is een vlinder uit de onderfamilie Hemileucinae van de familie nachtpauwogen (Saturniidae).
De wetenschappelijke naam van de soort is voor het eerst geldig gepubliceerd door Claude Lemaire & Amarillo in 1992.

## Type
- holotype: "male. 11.1.1990. leg. A.R. Amarillo"
- instituut: Instituto de Ciencias Naturales, Coleccíon de Lepidoptera, Universidad Nacional de Colombia, ICN-MHN Bogotá, Colombia.
- typelocatie: "Colombia, Boyaca, Municipio Tunja, Santuario Nacional de Flora y Fauna de Iguaque, Quebrada Carrizal, 2900 m"